# Viktor Zyemtsev
Viktor Zyemtsev (Avdiivka, URSS, 14 de febrero de 1973) es un deportista ucraniano que compitió en triatlón. Ganó una medalla de oro en el Campeonato Mundial de Triatlón de Larga Distancia de 2005, y una medalla de plata en el Campeonato Europeo de Triatlón de Larga Distancia de 2017.

## Palmarés internacional
| Campeonato Mundial | Campeonato Mundial     | Campeonato Mundial | Campeonato Mundial |
| Año                | Lugar                  | Medalla            | Prueba             |
| ------------------ | ---------------------- | ------------------ | ------------------ |
| 2005               | Fredericia (Dinamarca) | Medalla de oro     | Individual         |
| Campeonato Europeo |                        |                    |                    |
| Año                | Lugar                  | Medalla            | Prueba             |
| 2017               | Almere (Países Bajos)  | Medalla de plata   | Individual         |